# 1654年8月12日日食
1654年8月12日日食是一次全食带经过现今大西洋、欧洲、中东及印度的日全食。日食发生时，月球处于地球和太阳之间，且当时在地球上看来，月球的角直径比太阳的大，因此得以在部分地区遮挡全部的阳光。这一区域称为月球的本影。在日食期间，本影在地球表面移动，划过的区域称为全食带。在全食带之外的宽达数千公里的区域内，月球部分遮挡了太阳光，是为半影区。
这次日食正值当时波兰与俄国的什克洛夫战役。

## 相关日食
本次日食是日食沙羅週期120的一部分。